# استین هرشند
استین هرشند (دانمارکی: Steen Herschend; ۱۲ نوامبر ۱۸۸۸ – ۳ اوت ۱۹۷۶) قایقران قایق بادبانی اهل دانمارک بود.